# Jan des Bouvrie
Jan Antoon des Bouvrie (Naarden, 3 augustus 1942 – aldaar,  4 oktober 2020) was een Nederlands interieurontwerper.

## Jeugd en opleiding
Jan des Bouvrie groeide op in een ondernemersgezin als enig kind. Zijn ouders hadden een meubelzaak. Van vaderskant stamt hij uit een geslacht van ambachtslieden, stammende van Charles des Bouvrie, hugenoot, die in de 17e eeuw uit Wattrelos naar het noorden kwam. Hij volgde na de middelbare school een opleiding aan het Instituut voor Kunstnijverheidsonderwijs, de voorloper van de Rietveld Academie in Amsterdam. Hierna werkte hij enige tijd in de meubelzaak van zijn ouders. Later begon hij voor zichzelf. Daarnaast presenteerde hij later in zijn carrière het televisieprogramma TV Woonmagazine.

## Loopbaan
Des Bouvrie richtte in Naarden en Grave interieurwinkels/designcentra Het Arsenaal op. De vestiging in Grave werd in 2006 gesloten. Als handelsmerk richtte hij een eigen ontwerpstudio op en ging samenwerken met verschillende fabrikanten. Zo produceerde meubelindustrie Dutch Gelderland Groep in 1969 als eerste een ontwerp van Des Bouvrie, de kubusbank. Deze strak vormgegeven bank werd een designklassieker. Des Bouvrie was ook werkzaam voor verschillende bedrijven, waaronder huishoudapparatuurfabrikant Princess, meubelfabriek Gelderland, bouwmarkt Gamma, Philips, KPN en de website Webstijl. Hij ontwierp daarvoor onder meer verlichting, behang, raamdecoraties, buitenmeubilair en zonweringsproducten. In 2010 werd Des Bouvrie aangehouden in verband met een vastgoedfraudezaak. De Ontwerpstudio Des Bouvrie zou belasting hebben ontdoken, maar volgens het Openbaar Ministerie was Des Bouvrie zelf niet op de hoogte van de fraude. Hij schikte de zaak, waardoor het niet tot een rechtszaak kwam. Des Bouvrie doceerde tevens op diverse design-academies. Er werden twee opleidingen naar hem vernoemd. Het Jan des Bouvrie College is onderdeel van het ROC van Amsterdam, de Jan des Bouvrie Academy, een particuliere hbo-opleiding, maakt deel uit van Saxion te Deventer.

## Bekende Nederlander

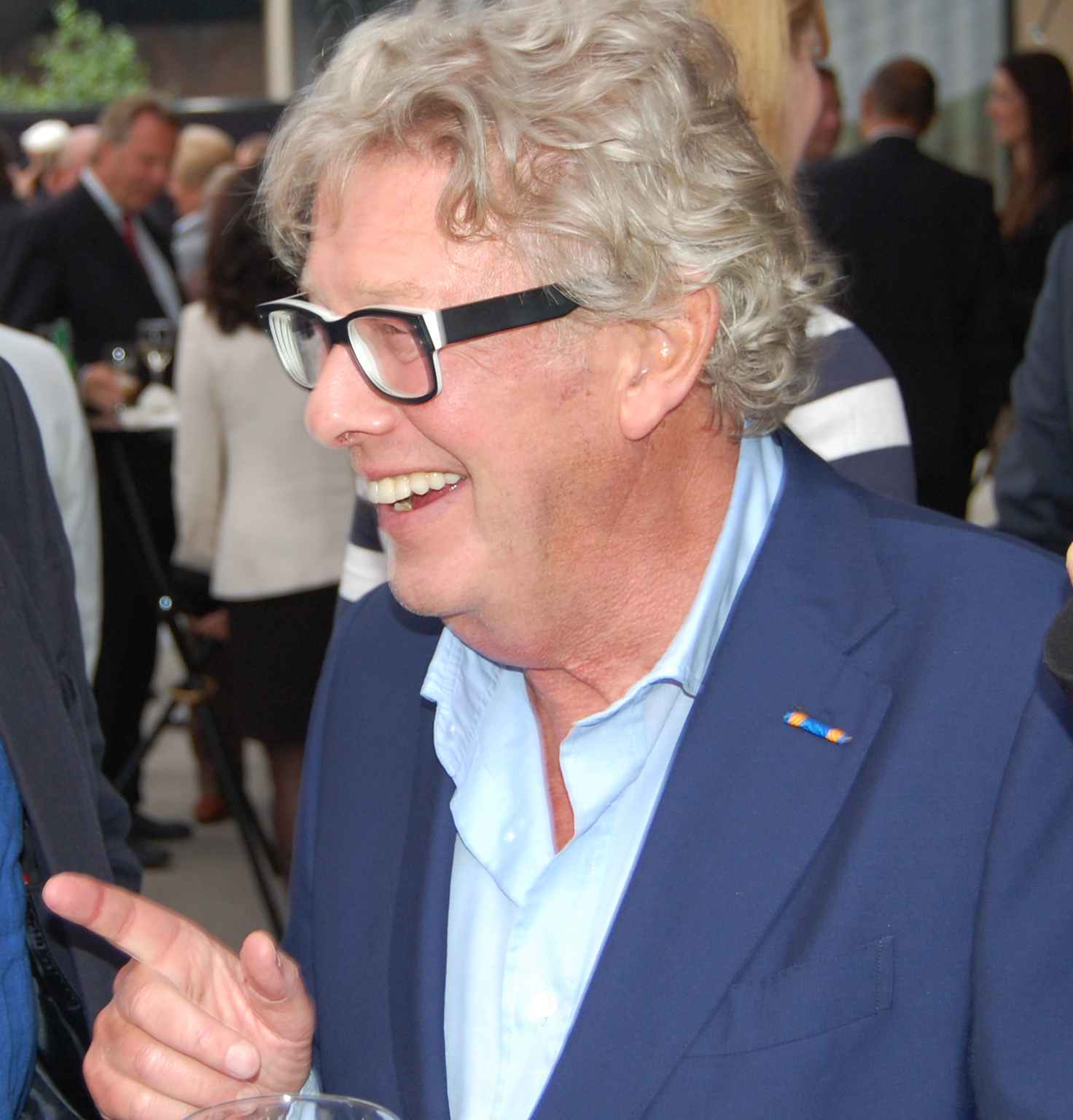
des Bouvrie tijdens een haringparty

Als publieke verschijning was Des Bouvrie geregeld het onderwerp van spot in het televisieprogramma Glamourland van Gert-Jan Dröge. Deze bracht Des Bouvrie onveranderlijk in beeld met "Hallo! Daar zijn we weer!" (audio plus titel) en duidde de ontwerper en zijn vrouw Monique gekscherend aan met 'de Bouvrietjes'. Des Bouvrie had daar niet het minste bezwaar tegen. Door zijn optreden in Glamourland werd zijn naamsbekendheid vergroot, en daarmee ook zijn orderportefeuille, zo verklaarde hij meer dan eens tegenover interviewers.
In 2014 deed hij mee aan het tv-programma Verborgen Verleden, waarin op zoek werd gegaan naar zijn afkomst. Hij bleek af te stammen van Jehan de le Bouvrie (geboren ca. 1480), wonende te Sainghin-en-Mélantois nabij Rijsel. Nakomelingen van Jehan emigreerden onder andere naar Groot-Brittannië en verwierven kasteel en titel van graaf van Radnor.

## Persoonlijk
Des Bouvrie was getrouwd en had twee kinderen uit zijn eerste en twee uit zijn tweede huwelijk.
In 2009 werd hij benoemd tot ridder in de Orde van de Nederlandse Leeuw. Hij was ook actief als kunstverzamelaar. Tot zijn collectie behoren werken van Arman, Fontana, Yves Klein, Ger van Elk, Jan Dibbets, Herman Brood, Jim Dine, Studio Job, Erwin Olaf, Oleg Dou, Picasso, Wim T. Schippers, Warhol en Zhang Xiaogang. Ter gelegenheid van zijn zeventigste verjaardag was er in de zomer van 2012 in het Singer Museum te Laren een tentoonstelling genaamd  Jan des Bouvrie. Art & Design, met een selectie uit zijn privécollectie. Des Bouvrie overleed op 78-jarige leeftijd thuis. Hij leed onder meer aan prostaatkanker.
- Bibliothèque nationale de France: cb16994109r (data)
- Gemeinsame Normdatei: 122383028
- International Standard Name Identifier: 0000 0000 3295 3034
- Library of Congress Control Number: n91094455
- Nederlandse Thesaurus van Auteursnamen: 074117300
- RKD-Nederlands Instituut voor Kunstgeschiedenis: 11639
- Virtual International Authority File: 25483592
- WorldCat: E39PBJrGwF7XPQKM8bCjyqTyh3